# Gasebuzi (periodiskt vattendrag i Gitega)
Gasebuzi är ett periodiskt vattendrag i Burundi.   Det ligger i provinsen Gitega, i den centrala delen av landet, 80 kilometer öster om huvudstaden Bujumbura.
I omgivningarna runt Gasebuzi växer huvudsakligen savannskog. Runt Gasebuzi är det ganska tätbefolkat, med 230 invånare per kvadratkilometer.